# Olivier Saïsset
Olivier «Olive» Saïsset és un exjugador de rugbi francès, nascut el 7 de juny de 1949 al Poujol-sur-Orb, antic tercera línia ala (1 m 88, 88 kg), i posteriorment entrenador.

## Biografia
Després de debutar de jovenet al club de Bédarieux, i mestre de professió, va ocupar el lloc de tercera línia ala a l'Association sportive de Béziers Hérault, durant l'época del Gran Béziers que va dominar el rugby francès amb 10 títols de campió de França, i 11 finals jugades entre 1971 i 1984.
Ell mateix fou campió els anys 1971, 1972, 1974, 1975, 1977 i 1978. Fou el millor marcador d'assajos del campionat l'any 1978 (23 assajos). Va participar en la final del 1976. Vencedor també del Challenge Du Manoir els anys 1972, 1975 i 1977. Durant aquest període acumulà 17 seleccions a l'equip de França, del qual fou capità durant la gira del 74 a Argentina. Ja fou campió de França juniors l'any 1968.
Després de la crisi del club l'any 78, on pleguen l'entrenador Raoul Barrière i el capità Richard Astre, es fa càrrec de l'equip durant la temporada 79-80 i aconsegueix un altre títol pel club. Juga amb l'US Murviel-les-Béziers del 80 al 83 amb Henri Cabrol i Elie Vaquerin.
Del 83 al 85 entrena l'US Carcassona. Torna per entrenar el "seu" club, l'AS Béziers, el 1987-88 i el 2000.
L'any 2000 és sol·licitat per la Unió Esportiva Arlequins de Perpinyà (USAP) on durant 4 anys imposa les seves idees, i porta el club, primer a la final de la copa d'Europa l'any 2003, perduda contra Tolosa, i la final del campionat de França l'any 2004, perduda contra l'Estadi Francès. Aquestes dues enormes decepcions provoquen la seva destitució.
Alguns mesos més tard, Saïsset és sol·licitat per l'AS Montferrandaise, que tenia moltes dificultats en el campionat, i és nomenat «entrenador-assessor». Redreça la situació i aconsegueix classificar l'ASM per la Copa d'Europa. Però menys d'un any després de la seva arribada, es cansa dels desplaçaments des del seu domicili a Murviel-lès-Béziers, plega i es fa càrrec altre cop de l'AS Béziers que competeix en Pro D2, l'any 2005. A finals de la temporada 2007-2008, i després d'un final de temporada decebedor, quan Béziers ho tenia tot de cara per classificar-se per a la semifinal de proD2, canvia la directiva del club i deixa d'entrenar.